# Sonate K. 140
La sonate K. 140 (F.139/L.107) en ré majeur est une œuvre pour clavier du compositeur italien Domenico Scarlatti.

## Présentation
La sonate K. 140, en ré majeur, est notée Allegro non molto. C'est un « chef-d’œuvre du genre chasse qui mérite une attention particulière… » Elle doit être contemporaine des Essercizi : « l'écriture du clavier est la même » et dans la sonate K. 21, on reconnaît (mesure 27), la figure thématique de la mesure 11 de K. 140. Le motif de fanfare est traité dans cette sonate, mais également dans les sonates K. 96 et 159. Il se retrouve dans Les Plaisirs de la Chasse (1735) de Daquin et dans Les caractères de la Guerre (1718) de Dandrieu.
Il s'agit de l'une des sonates parmi les « plus difficiles de toute l'œuvre de Scarlatti ».

## Manuscrits
Le manuscrit principal est le numéro 16 du volume II (Ms. 9773) de Venise (1752), copié pour Maria Barbara ; les autres sont Parme III 25 (Ms. A. G. 31408), Münster IV 40 (Sant Hs 3967) et Vienne B 40 (VII 28011 B). Une copie figure à Londres, dans le manuscrit Worgan, Add. ms. 31553, à la Morgan Library, ms. Cary 703 (no 41) et à Saragosse, fos 73v-75r (no 37).

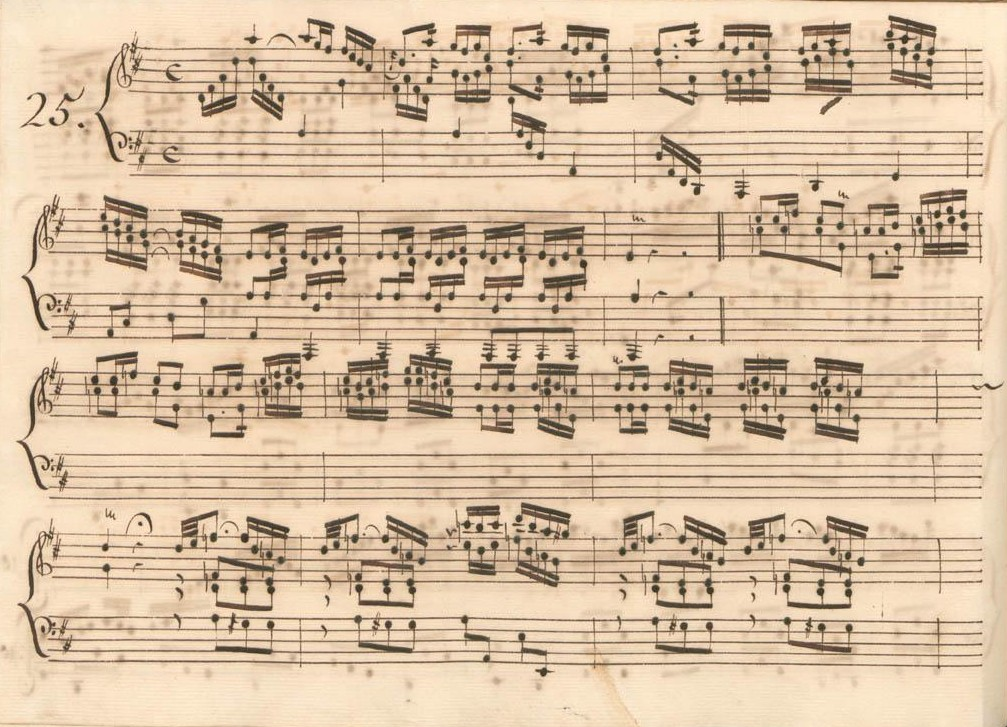
Parme III 25.
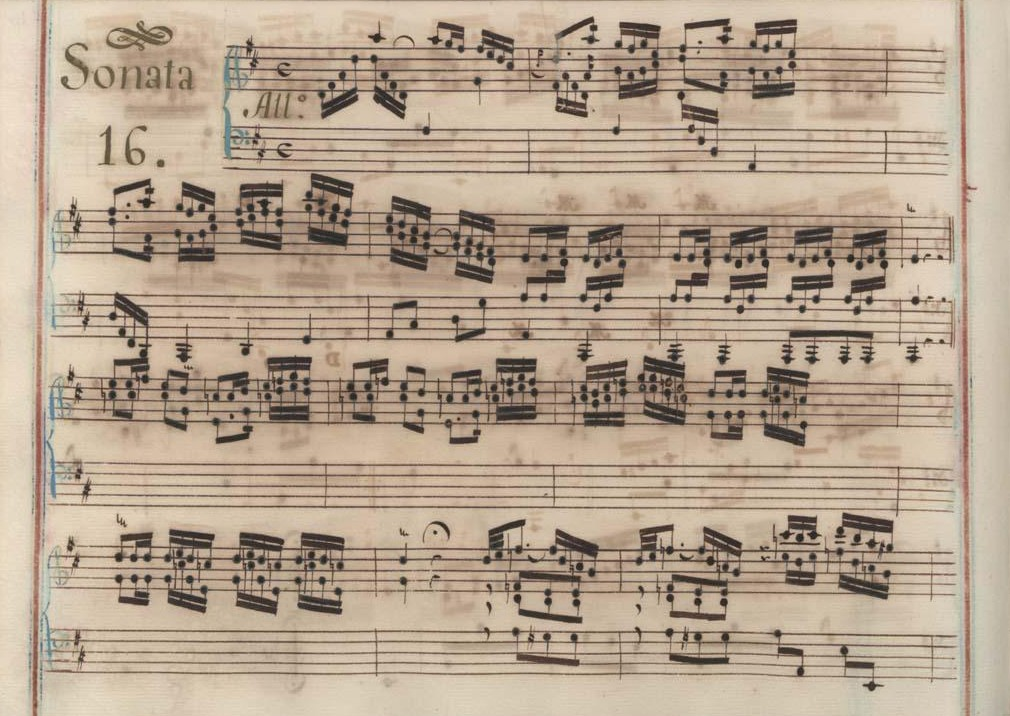
Venise II 16.
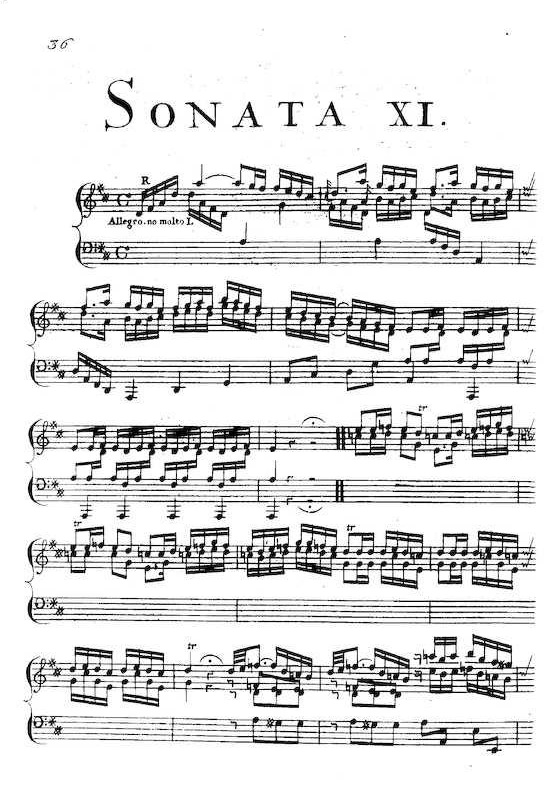
Édition Londres, 1752.

## Interprètes
La sonate K. 140 est défendue au piano, notamment par Charles Rosen sur le Siena piano (1955, Counterpoint/Boston), Duanduan Hao (2011, Naxos, vol. 14) et Carlo Grante (2009, Music & Arts, vol. 2) ; au clavecin par Ralph Kirkpatrick (1954, Sony), Huguette Dreyfus (1967, Valois), Zuzana Růžičková (1965, Supraphon), Edward Parmentier (1985, Wildboar), Scott Ross (1985, Erato), Ursula Duetschler (1988, Claves), Christophe Rousset (1997, Decca), Sergio Vartolo (Bongiovanni), Richard Lester (2001, Nimbus, vol. 1), Pieter-Jan Belder (Brilliant Classics, vol. 4) et Frédérick Haas (2016, Hitasura). Le guitariste Lucio Dosso l'interprète à la guitare (2013, Bongionvanni), le duo de guitares Sérgio et Odair Assad, l'a enregistrée pour le label Nonesuch (1993) et Janne Rättyä à l'accordéon (2014, Ondine).

## Sources
: document utilisé comme source pour la rédaction de cet article.
- Ralph Kirkpatrick (trad. de l'anglais par Dennis Collins), Domenico Scarlatti, Paris, Lattès, coll. « Musique et Musiciens », 1982 (1re éd. 1953 (en)), 493 p. (ISBN 978-2-7096-0118-4, OCLC 954954205, BNF 34689181).
- Alain de Chambure, « Domenico Scarlatti : Intégrale des sonates — Scott Ross », Erato (2564-62092-2), 1985 (OCLC 891183737) .
- (en) Carlo Grante, « Domenico Scarlatti, intégrale des sonates pour clavier (vol. 2) », p. 16, Music & Arts (CD-1291), 2009 .
- (es) Celestino Yáñez Navarro (thèse), Nuevas aportaciones para el estudio de las sonatas de Domenico Scarlatti. Los manuscritos del Archivo de Música de las Catedrales de Zaragoza, Université autonome de Barcelone, 2016 (lire en ligne)